# Балон на Годар (Пловдив)
Балонът на Годар „Ла Франс“ е най-голямата атракция на Първото българско земеделско-промишлено изложение в Пловдив през 1892 г.
Извършени са общо 23 полета, демонстрирани от френския въздухоплавател Йожен Годар. Първото излитане на балона се състои на 19 август 1892 г. В него са Йожен Годар и д-р Никола Генадиев, редактор на пловдивския вестник „Балканска зора“. На събитието присъстват княз Фердинанд, представители от Австро-Унгария, Италия, Сърбия, Османската империя и журналисти от вестниците „Таймс“, „Дейли нюз“, „Левант хералд“, „Кореспонданс д'Ест“, както и български журналисти.
Това е първият полет на балон в България.